# Swoszowice (gmina)
Swoszowice (do 1941 gminy Piaski Wielkie i Borek Fałęcki) – dawna gmina wiejska istniejąca w latach 1940–1954 w woj. krakowskim (dzisiejsze woj. małopolskie). Siedzibą władz gminy były Swoszowice (obecnie część dzielnicy Swoszowice w Krakowie).
Gmina Swoszowice powstała 1 czerwca 1941, podczas okupacji hitlerowskiej, z obszaru dotychczasowych gmin ze zniesionych gmin:
- Borek Fałęcki (gromady Libertów, Lusina i Opatkowice),
- Piaski Wielkie (gromady  Golkowice, Kosocice, Piaski Wielkie, Rajsko, Soboniowice, Swoszowice i Wróblowice),
- Świątniki Górne (gromada Wrząsowice-Zbydniowice)[5].

Według stanu z 1 marca 1943 gmina Swoszowice składała się 10 gromad: Golkowice, Kosocice, Libertów, Lusina, Opatkowice, Rajsko, Soboniowice, Swoszowice, Wróblowice i Wrząsowice-Zbydniowice.
Po wojnie w powiecie krakowskim w woj. krakowskim. 3 czerwca 1946 z części obszaru gromady Wrząsowice w gminie Swoszowice utworzono nową gromadę Zbydniowice. I tak według stanu z 1 lipca 1952 gmina Swoszowice składała się z 11 gromad: Golkowice, Kosocice, Libertów, Lusina, Opatkowice, Rajsko, Soboniowice, Swoszowice, Wróblowice, Wrząsowice i Zbydniowice. Gmina Swoszowice została zniesiona jesienią 1954 wraz z reformą wprowadzającą gromady w miejsce gmin.
Jednostki nie przywrócono 1 stycznia 1973 roku po reaktywowaniu gmin. Natomiast tego właśnie dnia do Krakowa włączono Swoszowice, Kosocice, Opatkowice, Rajsko, Soboniowice i Wróblowice oraz część Lusiny. Lusina weszła w skład gminy Mogilany a Zbydniowice w skład Świątniki Górne. Zbydniowice ostatecznie włączono do Krakowa 1 stycznia 1986, przez co po dawnej gminie Swoszowice samodzielność zachowała już tylko Lusina (w okrojonej formie).